# 巴斯縣 (肯塔基州)
巴斯县（英語：Bath County）是美國肯塔基州東北部的一個縣。面積735平方公里。根據美國2000年人口普查，共有人口11,085人。縣治奧因斯維爾（Owingsville）。
成立於1811年1月15日。縣名來自當地的具藥用價值的泉水 （巴斯是英國著名的溫泉城）。